# Lissodema guamense
Lissodema guamense es una especie de coleóptero de la familia Salpingidae.

## Distribución geográfica
Habita en Guam.